# Benavides
Benavides é um município da Espanha na província de León, comunidade autónoma de Castela e Leão, de área 74,02 km² com população de 2929 habitantes (2004) e densidade populacional de 39,57 hab./km².

## Demografia
| Variação demográfica do município entre 1991 e 2004 | Variação demográfica do município entre 1991 e 2004 | Variação demográfica do município entre 1991 e 2004 | Variação demográfica do município entre 1991 e 2004 |
| --------------------------------------------------- | --------------------------------------------------- | --------------------------------------------------- | --------------------------------------------------- |
| 1991                                                | 1996                                                | 2001                                                | 2004                                                |
| 3204                                                | 3096                                                | 3018                                                | 2929                                                |